# Manáma
Manáma (arabsky المنامة‎, al-Manāma) je hlavním městem Bahrajnu a nachází se v Perském zálivu na severovýchodě ostrova Bahrajn. Populace tohoto největšího bahrajnského města dosahuje přibližně 150 000 osob, což tvoří zhruba čtvrtinu celé populace Bahrajnu.
Manáma byla jednou z dvanácti obcí Bahrajnu; po reformě správního členění v roce 2002 nyní patří do Hlavního guvernorátu.

## Historie
Nejstarší stopy osídlení sahají do doby bronzové, do 3. tisíciletí před naším letopočtem, tehdejší starověká východosemitská kultura dilmun sahala od území Bahrajnu přes Kuvajt až po východní Saúdskou Arábii. Patřila k zemím dobytým králem Sargonem II. a jeho potomky. Zemědělství pozdější doby je doloženo v severních oblastech země dochovanými akvadukty.
V islámských kronikách je první zmínka o Manámě datována rokem 1345. 
V roce 1521 Manámu obsadili Portugalci, kteří vybudovali pevnost, kterou v roce 1602 obsadili Peršané. Od roku 1783 dodnes městu s krátkými přestávkami vládne dynastie Al Chalífa, infrastruktura byla vybudována pod britskou správou. 
Manáma byla v roce 1958 vyhlášena svobodným přístavem a v roce 1971 se stala hlavním městem nezávislého Bahrajnu.

## Hospodářství
Ekonomická základna Manámy je stejná jako u celého Bahrajnu — těžba a zpracování ropy, finančnictví (např. Bahrajn World Trade Center), loďařství (včetně výroby tradičních arabských plachetnic dhau), obchod, rybářství a lov perel. Na významu sv posledních desetiletích nabývají hotely a rezidence. 
Městu slouží Bahrajnské mezinárodní letiště na ostrově Muhárrak, s nímž je spojeno hrází. 

## Památky a turistické cíle
- Mešita Al-Chamis - nejstarší stavba ve městě, založená v letech 717–720 za chalífy Umara II. z dynastie Umajjádovců
- Pevnost portugalských kolonistů ze 16. století (1521-1602), památka v seznamu Světového dědictví UNESCO, součástí areálu je starověké sídlo s pohřebištěm z období dilmunské civilizace
- Velká mešita Al-Fatih - areál na ploše 6 500 m² dal roku 1987 postavit šejk Isa Bin Salman Al Chalífa. Kupole je ze sklolaminátu, konstrukce z italského mramoru, střední lustr z Rakouska, vrata z indického teakového dřeva. Hala má kapacitu 700 osob, další místa jsou na třech galeriích pro ženy. Roku 2006 byla k mešitě přistavěna Národní knihovna Bahrajnu.
- Hinduistický chrám Srí Krišna
- Bab al Bahrajn - historická budova s bránou na tržiště (souk)
- královská velbloudí farma
- Národní muzeum - slučuje expozice archeologického, historického a etnografického muzea se vstupní galerií současného umění.

### Okolí
- Riffa (asi 14,5 km) - do poloviny  19. století hlavní město země, pevnost s mešitou, palác šejka Salmana bin Hamada, vojenské muzeum; hodinová věž, lázně a historické centrum.
- Džebel Dukhan - nejstarší ropný vrt v Perském zálivu

## Kultura a školství
- Beit Al Qur'an - víceúčelový stavební komplex v místní části Hoora, věnovaný islámské kultuře a umění. Byl založen v roce 1990, je složen z mešity, knihovny, auditoria, medresy a deseti výstavních sálů muzea. Mihráb mešity je obložen modře glazovanými dlaždicemi. Knihovna zde uchovává více než 50 000 knih a rukopisů islámu ve třech jazycích – arabštině, angličtině a francouzštině.
- Město je sídlem pěti vysokých škol a výzkumných institutů: New York Institute of Technology (NYIT) byl otevřen roku 1956, Arabian Gulf University (AGU) z roku 1980 je uzavřená islámská škola, hlavní Bahrajnská univerzita byla založena roku 1986, má tři kampusy ve městech Sachír, Madinat Isa a při nemocnici Salmaniya.

## Galerie

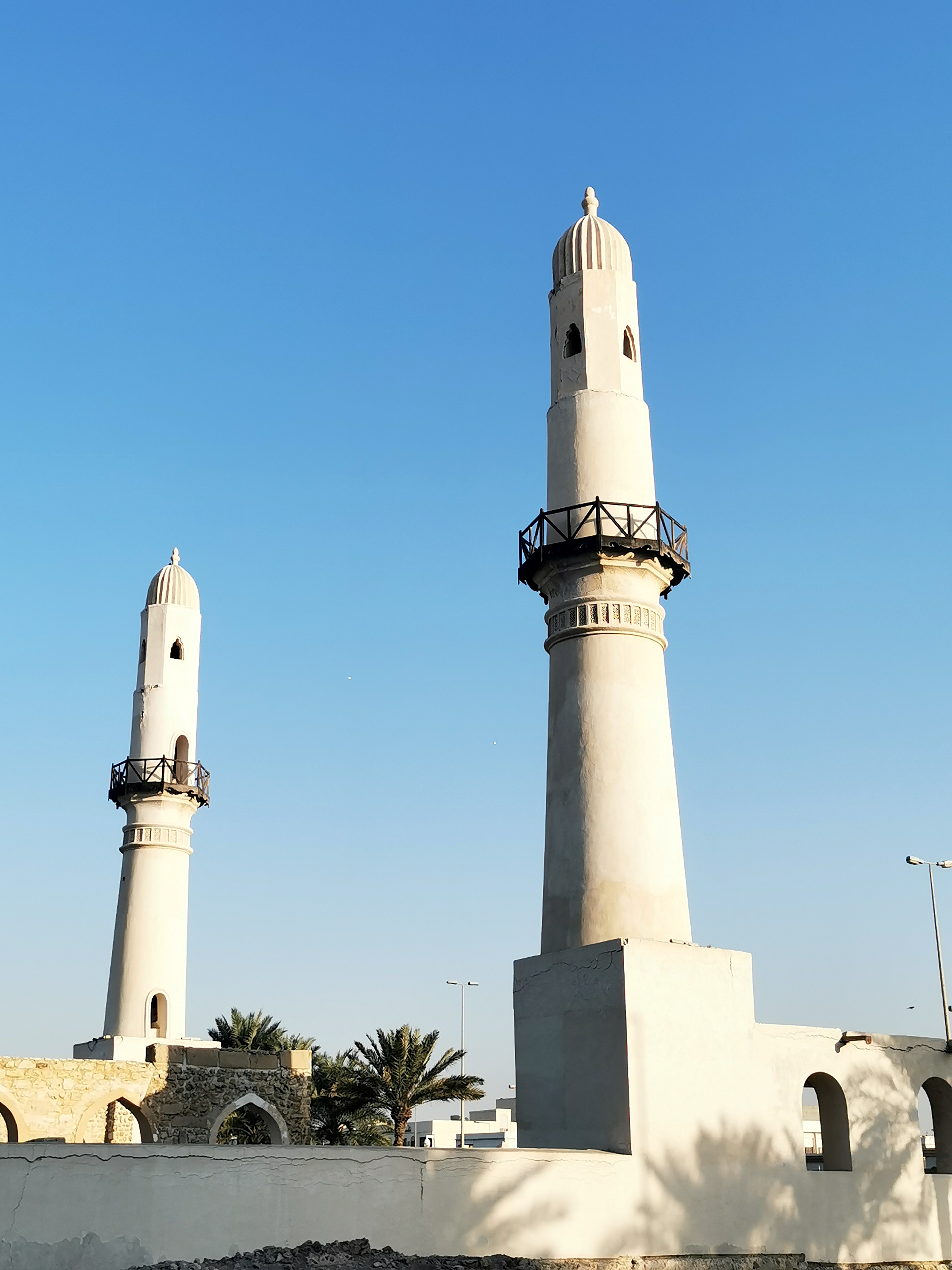
Mešita Al-Chamis
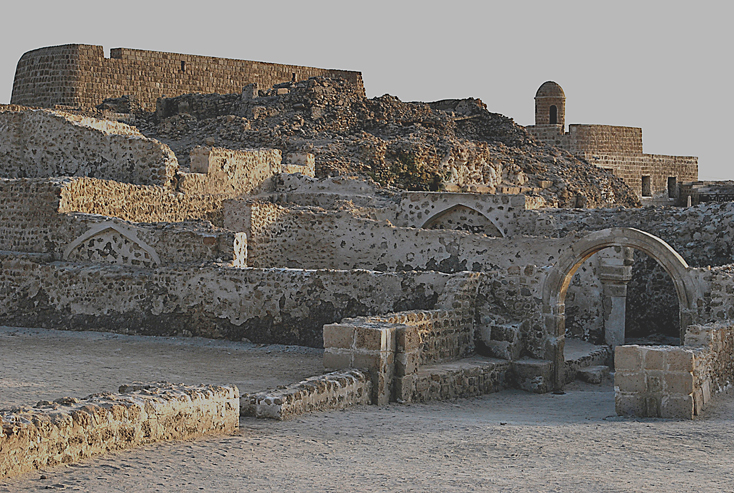
Portugalská pevnost
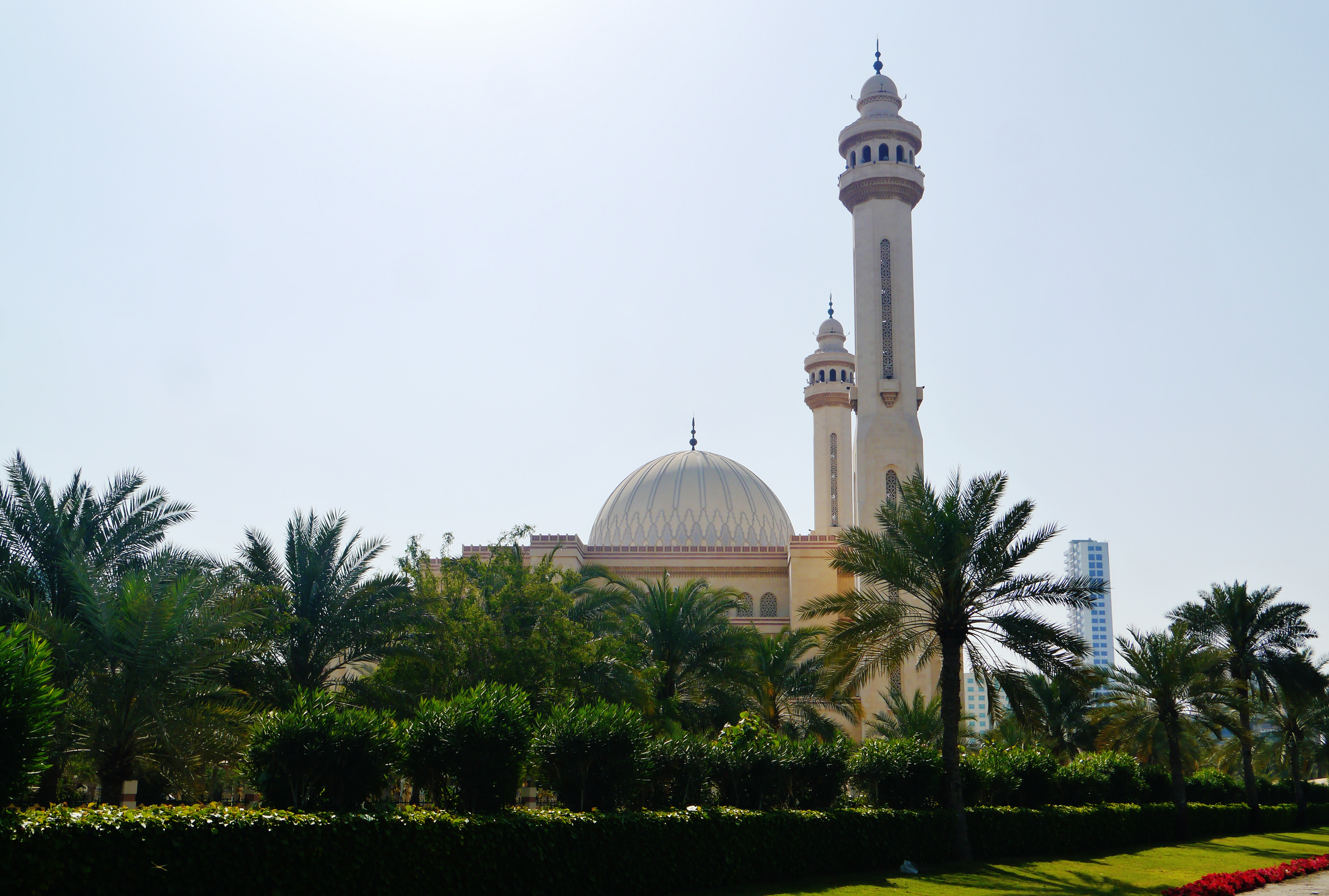
Velká mešita Al-Fateh
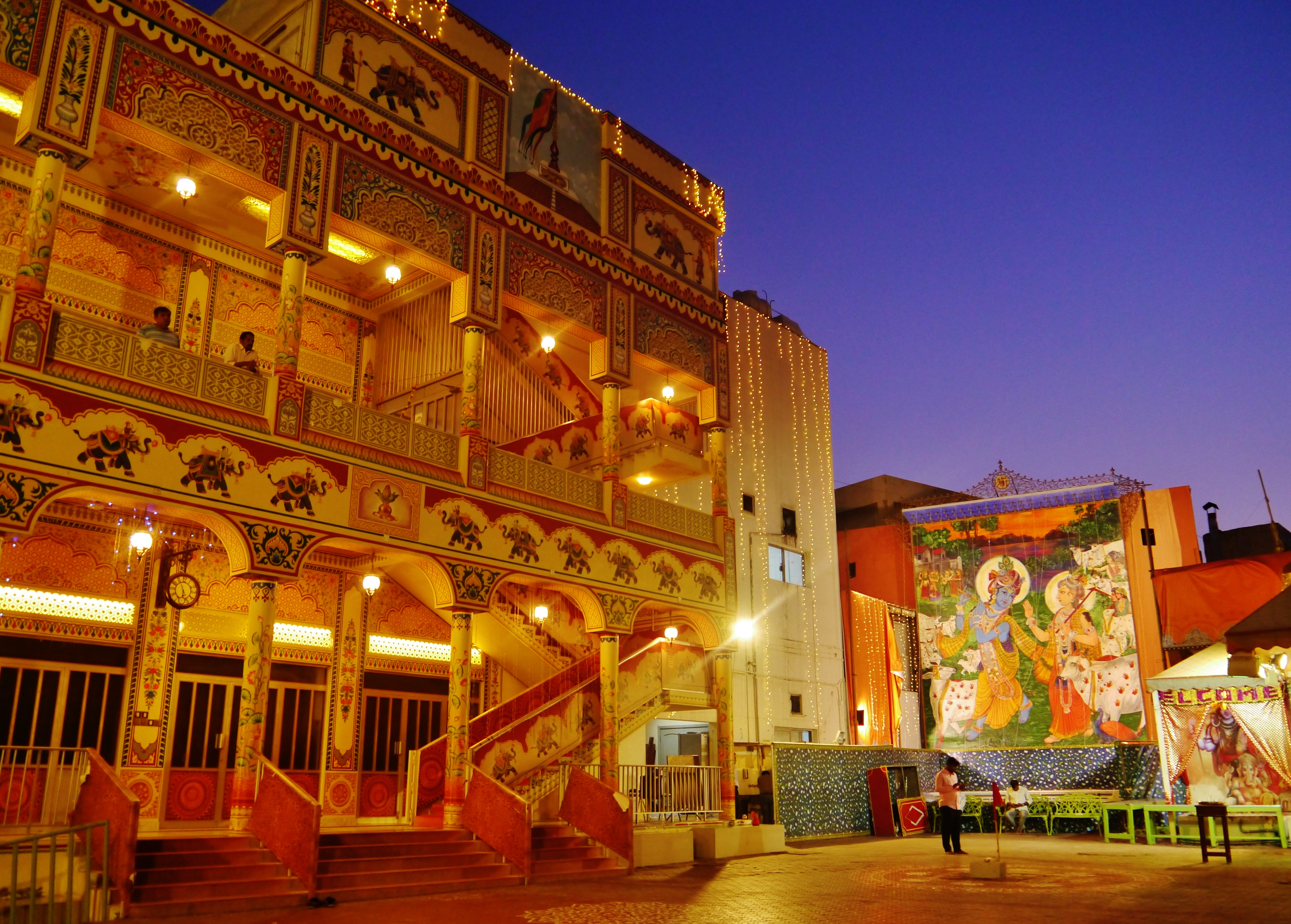
Krišnův chrám
Islámské muzeum Beit Al Qur'an
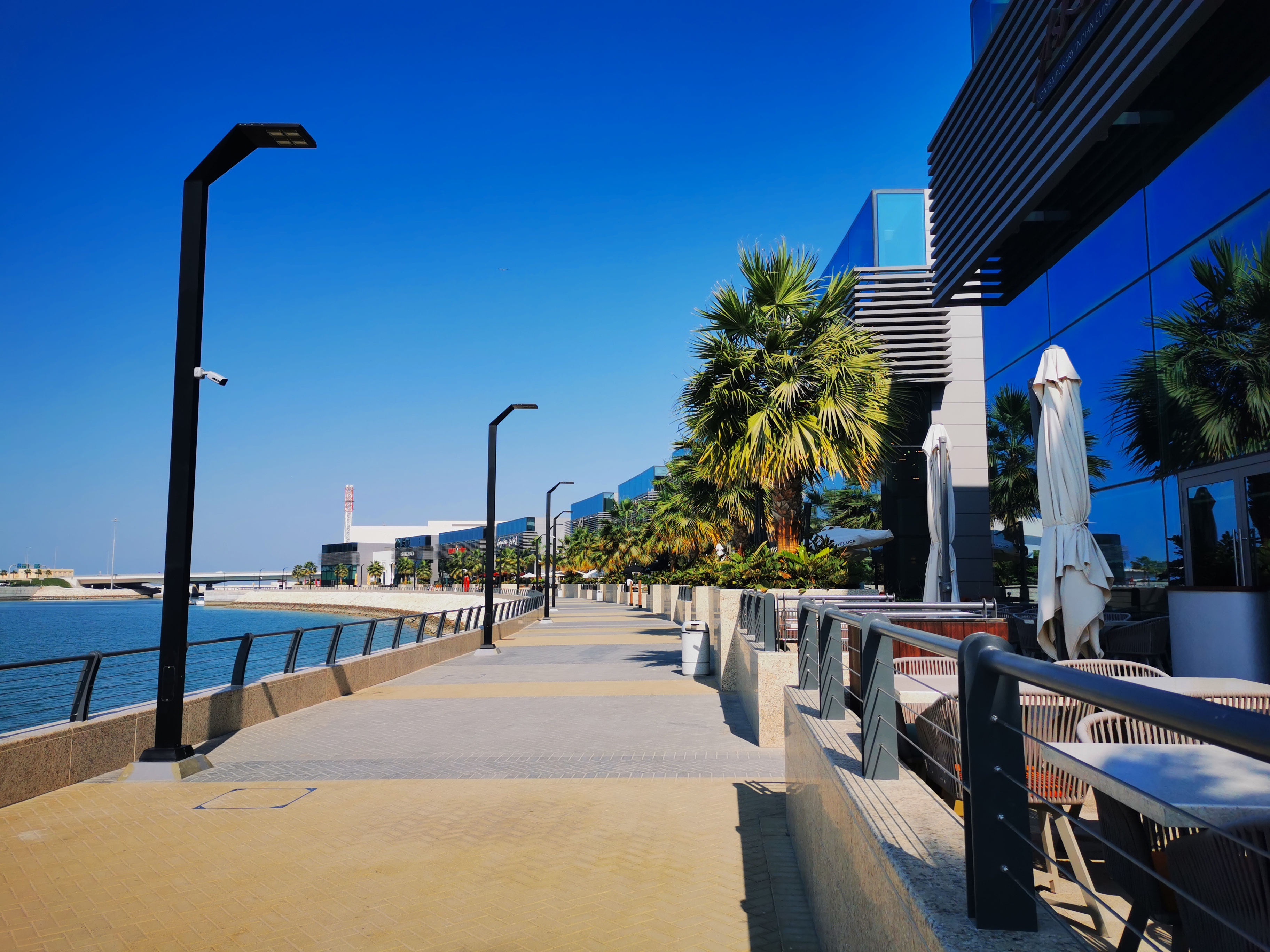
Promenáda na nábřeží
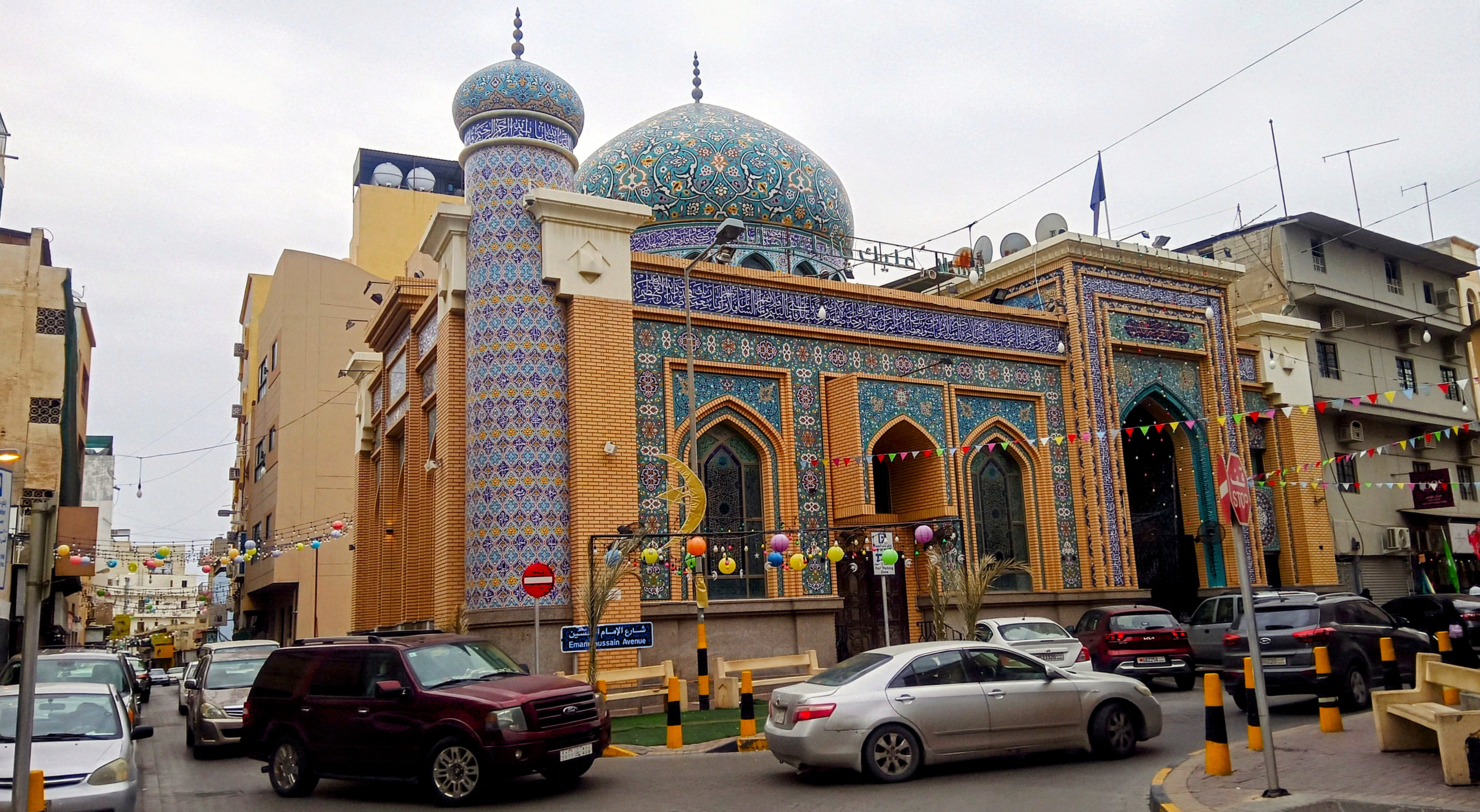
Mešita Matam Ajam Al Kabeer, Manama

## Sport
- Fotbalový klub
- Každoroční tenisový turnaj kategorie ATP 125 se hraje v únoru.

## Partnerská města
- Kuvajt, Kuvajt
- Dauhá, Katar
- Tunis, Tunisko
- Tripolis, Libanon
- Chicago, USA
- Dubaj, Spojené arabské emiráty
- Čiang Mai, Thajsko
- Ammán, Jordánsko
- Táif, Saúdská Arábie
- Singapur
- Ankara, Turecko